# Nikolajs Bebris
Nikolajs Bebris (ur. 2 czerwca 1898, zm. 11 stycznia 1977 w Rydze) – łotewski wojskowy (podpułkownik), dowódca batalionu 34 Pułku Grenadierów SS w 15 Dywizji Grenadierów SS pod koniec II wojny światowej.
Służył w armii łotewskiej, dochodząc w 1939 r. do stopnia podpułkownika. Jego ostatnim przydziałem służbowym przed aneksją Łotwy przez ZSRR w 1940 r. było dowództwo batalionem 3 Pułku Piechoty w miejscowości Jelgava. Po zajęciu obszaru Łotwy przez wojska niemieckie w 1941 r., podjął współpracę z okupantami. W 1944 r. został dowódcą batalionu 34 Pułku Grenadierów SS w 15 Dywizji Grenadierów SS w stopniu Waffen-Obersturmbannführera der SS. Pod koniec wojny próbował uciec łodzią do Szwecji z tzw. kotła kurlandzkiego, w którym był okrążony jego oddział. Przechwycił ją jednak okręt sowiecki. Nikolajs Bebris próbował nieskutecznie popełnić samobójstwo, po czym pozostał do końca życia ślepy.